# Margny-lès-Compiègne
 Margny-lès-Compiègne  es una población y comuna francesa, en la región de Picardía, departamento de Oise, en el distrito de Compiègne y cantón de Compiègne-Nord.

## Demografía
| 5870 | 5601 | 5370 | 5429 | 5625 | 6507 |
| Para los censos de 1962 a 1999 la población legal corresponde a la población sin duplicidades (Fuente: INSEE [Consultar]) |      |      |      |      |      |